# 格奥尔基·季米特洛夫
格奥尔基·米哈伊洛夫·季米特洛夫（1882年6月18日—1949年7月2日），又称格奥尔基·米哈伊洛维奇·季米特洛夫（俄語：Георгий Михайлович Димитров），保加利亚共产党中央委员会总书记和部长会议主席（总理），国际共产主义活动家。

## 早年生涯
格奥尔基·季米特洛夫于1882年6月18日诞生在保加利亚拉多米尔县科瓦切夫齐村一个小手工业者家庭，有八个兄弟姐妹，12岁就被迫离开学校到索非亚一家很小的印刷厂当学徒工。1902年他加入保加利亚社会民主工党，次年该党分裂，他参加保加利亚社会民主工党（紧密派社会主义者）。

## 政治生涯
1909年当选社会民主党中央委员，1913年，季米特洛夫被选为保加利亚国民议会议员。1919年5月，保加利亚社会民主工党（紧密派社会主义者）改组为保加利亚共产党，季米特洛夫继续担任党的领导工作。1923年领导九月起义，失败后流亡国外。

## 莱比锡审判
1933年2月27日，震惊世界的“国会纵火案”发生。3月9日，纳粹警察局以“参与纵火”的罪名逮捕了当时正在柏林的季米特洛夫。9月21日，德国在莱比锡开庭审讯季米特洛夫。季米特洛夫在法庭上宣称纵火案是纳粹的策划。最终，法院宣判季米特洛夫无罪释放。

## 共产国际领袖

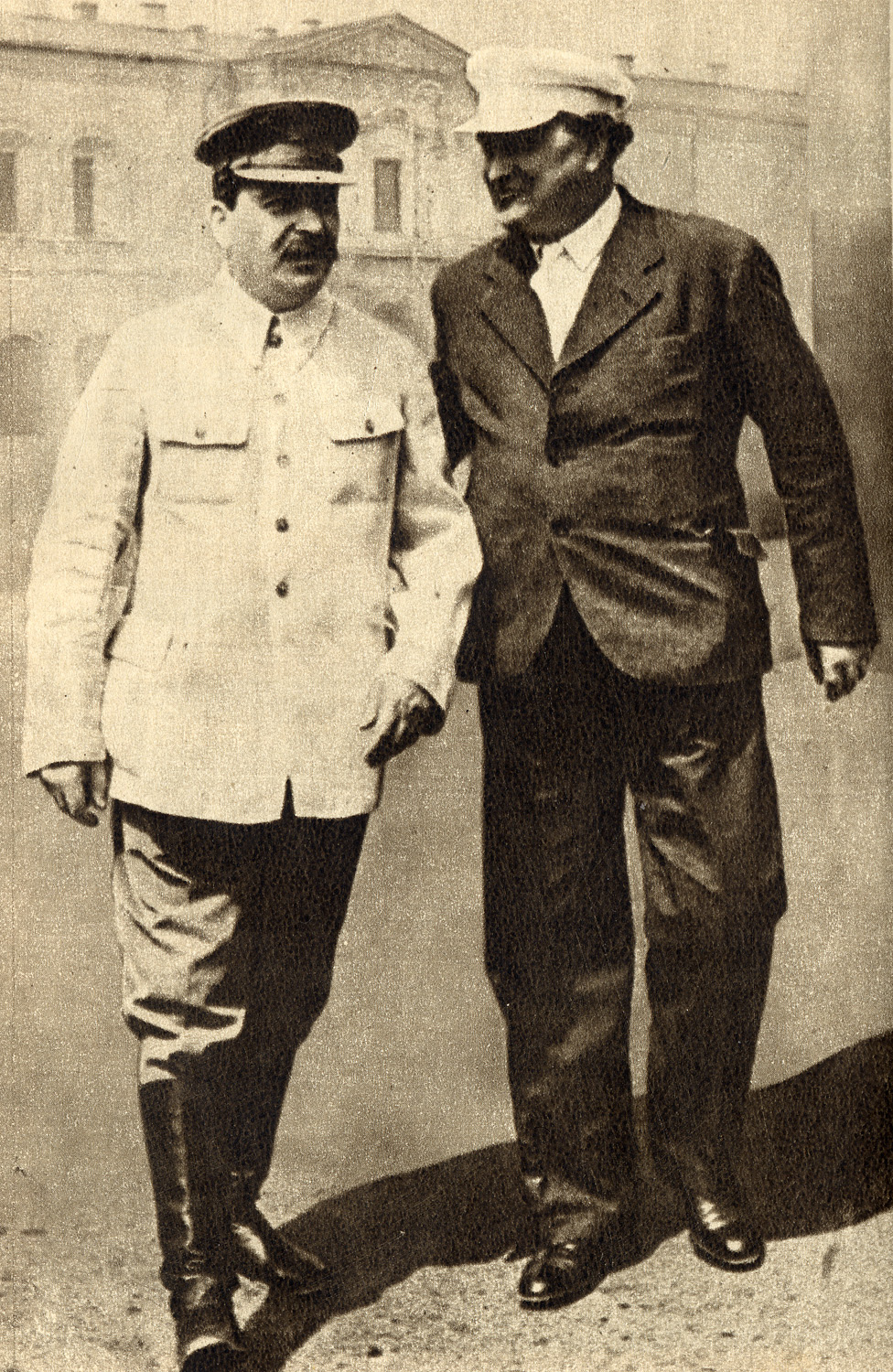
1936年，史達林於莫斯科接見到訪的季米特洛夫

1934年2月27日到达苏联，受到苏联共产党总书记斯大林接见，经斯大林提议，由季米特洛夫领导共产国际的工作，从1935年至1943年任共产国际执行委员会总书记。1943年12月至1945年12月转入苏联共产党中央委员会国际部。

## 保加利亚领袖
1944年9月9日，保加利亚君主制被推翻，保加利亚工人党和祖国阵线成立了祖国阵线政府。1945年11月4日，季米特洛夫结束流亡返国。1946年9月，保加利亚举行全民投票，废除了君主制，建立共和政体，11月，季米特洛夫出任共和国第一任总理。1948年12月，保加利亚工人党改名为保加利亚共产党，季米特洛夫当选为保加利亚共产党中央委员会总书记和部长会议主席，成为保加利亚的最高领导人。

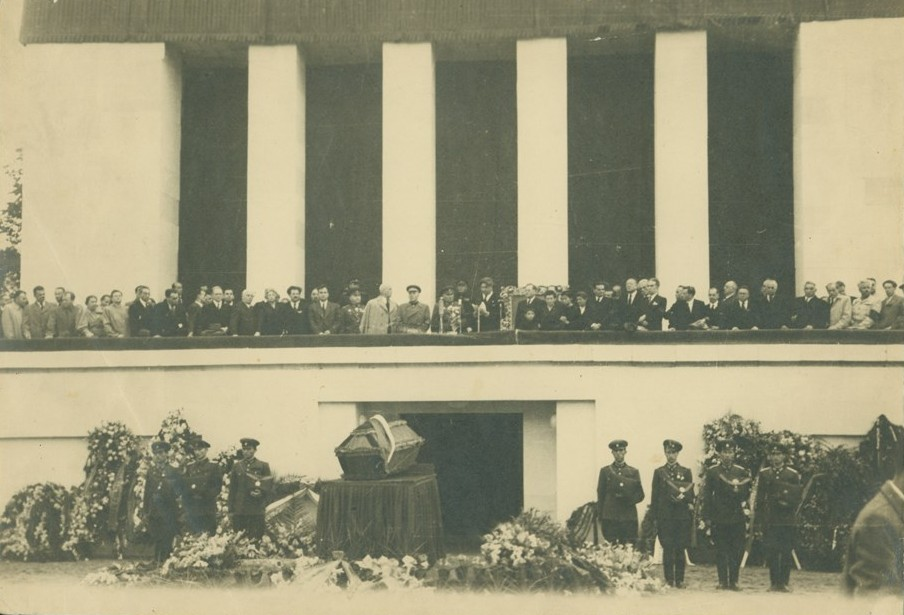
保共當局為季米特洛夫舉行追悼大會，靈柩移入陵寢安放

1949年7月2日，季米特洛夫因病医治不愈，在莫斯科逝世，终年67岁。遺體經防腐處理置於索菲亞的格奥尔基·季米特洛夫陵寝的水晶棺內供人參觀。保加利亞共產黨政權瓦解後，陵寢被撤除，遺體下葬普通公墓。

## 著作
- 《季米特洛夫文集》，中文版1950解放社
- 《季米特洛夫选集》，中文版1953人民出版社
- 《季米特洛夫著狱中书信集》，中文版1954人民出版社
- 《季米特洛夫日记选编》，中文版2002广西师范大学出版社

## 纪念
东欧国家多地以季米特洛夫命名，如季米特洛夫格勒 (保加利亚)、季米特洛夫格勒 (塞尔维亚)、季米特洛夫格勒 (俄罗斯)。乌克兰的米爾諾格勒2016年前也曾以他的名字命名。
以他命名的格奥尔基·季米特洛夫勋章，是保加利亞最高級別的勛章。